# Hermann Maier
Hermann Maier (Altenmarkt, Austrija, 7. prosinca 1972.) bivši je austrijski alpski skijaš, dvostruki olimpijski pobjednik.
Maier je jedan od najuspješnijih alpskih skijaša svih vremena. U karijeri je osvojio četiri olimpijske medalje (dva zlata), tri naslova svjetskog prvaka, a ukupni pobjednik Svjetskog kupa bio je u četiri navrata: 1998., 2000., 2001. i 2004. godine. Ima 54 pobjede u utrkama Svjetskog kupa, što ga po broju pobjeda na tablici svih vremena stavlja na drugo mjesto, iza legendarnog Ingemara Stenmarka.
Najuspješniji je bio u disciplinama superveleslaloma i veleslaloma, a pobjede je još ostvarivao u spustu te ima jednu pobjedu i u kombinaciji.
Sve do pobjede Marcela Hirschera u veleslalomu Svjetskog kupa u Garmisch-Partenkirchenu 28. siječnja 2018. Maier je bio najuspješniji austrijski skijaš svih vremena u utrkama Svjetskog kupa.